# Сорочан, Галина Ивановна
Галина Ивановна Сорочан (Исакова) (23 июля 1927 — 8 октября 2013) — композитор, автор песен и эстрадных спектаклей, заслуженная артистка Российской Федерации (2001).

## Биография
Родилась в Ленинграде. Окончила Музыкальное училище Ленинградской консерватории по классу хорового дирижирования. Автор музыки ко многим спектаклям и эстрадным представлениям, а также более 200 песен, многие из которых вошли в репертуар Нани Брегвадзе, Ларисы Долиной, Вахтанга Кикабидзе, Иосифа Кобзона, Эдиты Пьехи, Эдуарда Хиля, Марии Пахоменко, Людмилы Сенчиной, ансамбля «Орэра».

## Творчество
Песни Сорочан лиричны, мелодичны, всегда узнаваемы. Главные темы её песен — это женская судьба, размышления автора о её поворотах, стихия чувствований. Спектакли на музыку Галины Сорочан идут во многих театрах Санкт-Петербурга.

### Песни
- «Сухая верба». Слова Г. Левиной, 1978
- «Кому что нравится». Слова Н. Люлиной, 1980
- «Диалог». Слова Л. Куклина, 1981
- «Я 6лагодарен женщине…». Слова Л. Куклина, 1982
- «Спасибо, музыка, тебе». Слова Н. Люлиной, 1984
- «Старые улицы». Слова А. Юдина, 1989
- «Мы эмигранты…». Слова Л. Куклина, 1999
- «Романс». Слова Б. Казанцевой, 2001
- «Ленинградские женщины». Слова Н. Люлиной
- «Приходит в зрелости пора». Слова Л. Норкина
- «Подсолнух». Слова Н. Люлиной
- «Осенний мотив». Слова Н. Пилюцкого
- «Над рекой туман». Слова Л. Смоленской
- «Я помню детство» (романс). Слова Р. Гамзатова
- «Песня о верности». Слова Г. Поженяна
- «Насильно мил не будешь». Слова А. Борисова
- «Полевые цветы России». Слова А. Парпары
- «О спорте». Слова Н. Люлиной
- «Моим современникам». Слова Л. Смоленской
- «Воспоминание». Слова А. Шутко
- «Два окна». Слова А. Аускерна
- «Волшебный край». Слова Л. Куклина
- «Ленинградская колыбельная». Слова Н. Люлиной
- «Короткая минутка». Слова В. Дроздовской
- «Любит — не любит». Слова В. Константинова и Б. Рацера

### Спектакли
- «С нами не соскучишься» (1991)
- «Тряхнем стариной» (2002)
- «Антиквариат» (1992)
- «Клятва маркиза де Карабаса» (1992)
- «Праздник призраков» (1992)
- «Чума на оба ваши дома» (1996)
- «Женитьба» (по комедии Н. В. Гоголя, г. Битола, Македония, 1997)
- «Сказка об Иване-дураке» (1998)
- «Ошибки молодости» (2000)

## Награды
- 1976 — Лауреат 1-го Всесоюзного конкурса на лучшую шуточную песню.
- 1978 — Лауреат Международного конкурса песни в г. Познань (Польша).
- 1978 — Лауреат Всероссийского конкурса песни в Сочи.
- 1980 — Лауреат конкурса «Олимпиада-80».
- 2000 — Лауреат Международного конкурса в г. Познань (Польша).
- 2000 — Премия «Золотой граммофон» за песню «Приходит зрелости пора» (стихи Л. Норкина, исполняет В. Кикабидзе).
- 2001 — Заслуженная артистка РФ (21 ноября 2001).

## Семья
Муж — Марк Михайлович Бек (1941—2021), артист эстрады, пианист-виртуоз.